# جين إلين هاريسون
جين إلين هاريسون (بالإنجليزية: Jane Ellen Harrison)‏ (9سبتمبر 1850-15 أبريل 1928) لغوية وعالمة كلاسيكيات بريطانية. تُعد هاريسون إحدى المؤسسين بالاشتراك مع كارل كيريني ووالتر بوركيرت للدرسات المعاصرة حول الدين والميثيولوجيا الإغريقية القديمة. طبقت الكشوف الأركيولوجية في القرن التاسع عشر على تفسير الدين الإغريقي بطرق أصبحت فيما بعد معيارًا. كُرمت أيضًا لكونها أول امرأة تحصل على منصب «أكاديمية مهنية» في إنجلترا. حاججت هاريسون بخصوص حق النساء في التصويت لكنها فكرت أنها لم ترد أن تصوت بنفسها أبدًا. كانت إيلين ووردسورث كروفتس الزوجة الثانية للسير فرانسيس داروين صديقة جين هاريسون المقربة منذ أيام دراستها في نيونهام وخلال الفترة ما بين عام 1898 حتى وفاتها عام 1903.

## الحياة الشخصية
ولدت هاريسون في كونينغهام، يوركشاير في التاسع من سبتمبر عام 1850 لأبوين هما تشارلز وإليزابيث هاريسون. توفت أمها نتيجة حمى النفاس بعد فترة قصيرة من ولادة جين، لذا ربتها عدة مربيات. علمتها مربياتها الألمانية واللاتينية والإغريقية القديمة والعبرية، ولكنها وسعت معارفها لتشمل ستة عشر لغة بما فيها الروسية.
قضت هاريسون معظم حياتها المهنية في كلية نيونهام التقدمية التي أنشأت حديثًا كلية للنساء في جامعة كامبريدج. كان إيغوين سيليرز إحدى تلاميذها في كلية نيونهام وهو شاعر وكاتب والتي سكنت معه في إنجترا ولاحقًا في باريس، ومن المحتمل أنها كانت على علاقة معه في أواخر ثمانينيات القرن التاسع عشر.
درست هاريسون بين عامي 1880 و1897 الفن الإغريقي والأركيولوجيا في المتحف البريطاني تحت إشراف السير تشارلز نيوتن. دعمت هاريسون نفسها بالمحاضرة في المتحف وفي المدارس (أغلبها مدارس بنين خاصة). أصبحت محاضراتها ذائعة الصيت على نطاق واسع، إذ حضر أكثر من 1600 شخص محاضرتها في غلاسكو حول شواهد الأضرحة الأثينية. سافرت إلى إيطاليا وألمانيا حيث التقت العالم فيلهليم كلين من براغ. عرّفها كلين إلى فيلهليم دروبفيلد الذي دعاها إلى المشاركة في جولاته الأركيولوجية في اليونان. ظهر كتابها الأول «الأوديسة في الفن والأدب» عام 1882. التقت هاريسون بالعالم د. إس. ماكول الذي يُفترض أنه طلب منها الزواج ورفضت هاريسون. عانت هاريسون بعد ذلك من عدة نوبات اكتئاب وبدأت بدراسة أكثر المناطق البدائية في الفن اليوناني في محاولة منها لعلاج نفسها.
بدأت هاريسون عام 1888 بالنشر في الدورية التي كان يحررها أوسكار وايلد والمسماة عالم المرأة عن «صور سافو». أنهت هاريسون أيضًا ترجمة كتاب ماكسيم كولينغلون «أرفع الأساطير اليونانية» عام 1883 بالإضافة إلى توفير تعليق شخصي حول مختارات من كتاب مارغريت فيرال «باوسانيوس، الميثيولوجيا والآثار لأثينا القديمة» في ذات العام. تسبب هذان العملان في أن تتقلد هاريسون عدة شهادات فخرية من جامعة دورهام عام 1897 وجامعة أبيردين عام 1895. خُطبت هاريسون للعالم آر. إيه. نيل، لكنه توفي فجأةً جرّاء التهاب الزائدة الدودية عام 1901 قبل أن يتمكنا من الزواج.
أصبحت هاريسون الشخصية المحورية في مجموعة أطلق عليها اسم شعائريو كامبريدج. ظهر عام 1903 كتابها «مقدمة نقدية لدراسة الدين الإغريقي». أصبحت هاريسون مقربة من فرانسيس مكدونالد كورنفورد (1874-1934)، وعندما تزوج عام 1909 غضبت جدًا. ربطتها صداقة بعد ذلك بهوب ميرليس والتي كانت تُشير إليها بابنتها الروحية.
تقاعدت هاريسون من نيونهام عام 1922 وانتقلت بعدها إلى باريس للعيش مع ميرليس. عادت هي وميرليس إلى لندن عام 1925 حيث تمكنت من نشر مذكراتها من خلال منشورات ليونارد وفيرجينيا وولف ومنشورات ذا هوغارث. عاشت بعد ذلك لثلاث سنوات وتوفت عن عمر يناهز السابعة والسبعين في منزلها في بلومسبيري. هاريسون مدفونة اليوم في مقبرة القديس مارليبون، شرق فينشلي.
كانت هاريسون ملحدة.

### حق الاقتراع
كانت هاريسون، إيديولوجيًا على الأقل، مناصرة معتدلة لحق الاقتراع. بدلًا من مناصرة حق المرأة بالاقتراع من خلال التظاهر، طبقت هاريسون دراساتها الأنثروبولوجية للدفاع عن حق النساء بالتصويت. استجابةً للنقد المناهض لحق المرأة بالاقتراع، أظهرت هاريسون هذه الإيديولوجية المعتدلة:
«إن حركات النساء ليست محاولةً لانتحال دور الرجال في الرجولة، وليست حتى محاولة للجزم والتأكيد على امتياز النساء بالأنوثة، إنها ببساطة المطالبة أنه في حياة المرأة مثلما في حياة الرجل، يجب أن توجد مساحة وحرية لشيء أكبر من أي من الرجولة أو الانوثة؛ من أجل الإنسانية جمعاء».
حتى تلك النهاية كان شعار هاريسون هو شعار تيرينس «أنا كائن بشري، لا شيء يفعله كائن بشري أعتبره دخيلًا».

## الدراسة الأكاديمية
بدأت هاريسون دراستها الرسمية في كلية شيلتينهام للسيدات حيث حصلت على الشهادة، وفي عام 1874 تابعت دراساتها في الكلاسيكيات في كلية نيونهام بجامعة كامبريدج. حصلت نتيجة لعلمها الأولي على شهادتي دكتوراة فخرية؛ شهادة دكتوراة من جامعة أبيردين عام 1895 وشهادة دكتوراه من جماعة دورهام عام 1897. وفر هذا الاعتراف لهاريسون الفرصة للعودة إلى كلية نيونهام بصفتها محاضرة عام 1898، وجُدد منصبها ذاك بشكل مستمر حتى تقاعدت هاريسون عام 1922.

### بدايات عملها
استندت دراسة هاريسون الأولى عام 1882 على أطروحة تقول أن أوديسة هوميروس وزخارف رسامي الكؤوس الإغريقيين كانت تستند إلى مصادر عميقة متماثلة من الميثيولوجيا، وهو الرأي الذي لم يكن شائعًا في أركيولوجيا الكلاسيكيات القديم، والذي يقول أن مخزون رسامي الكؤوس يعرض بعض التعليقات غير العادية عن الأسطورة والطقوس.
كان نهجها في عملها العظيم «مقدمات نقدية حول دراسة الدين الإغريقي» هو الانطلاق من الطقوس إلى الأسطورة التي ألهمتها «في علم اللاهوت، الوقائع أصعب في الوصول إليها، والحقيقة أصعب تشكيلًا من الطقوس». لهذا بدأت في كتابها بتحليل المهرجانات الأثينية المشهورة: أنثيستيرا، مهرجان الحصاد ثارغيليا، كالينتيريا، بلينتيريا ومهرجانات النساء والتي وجدت فيها مكافحات بدائية مثل ثيسموفوريا، آروفوريا، سكيروفوريا، ستينيا وهالوا.

## التطور الثقافي (أو الداروينية الاجتماعية)
ألمحت هاريسون وعلقت على التطبيقات الثقافية لعمل تشارلز داروين. اعتمدت هاريسون وجيلها على الأنثروبولوجي إدوارد برنيت تايلور (والذي كان بنفسه متأثرًا بداروين والأفكار التطورية) لبعض الثيمات للتطور الثقافي، خصوصًا في كتابه الصادر عام 1877 «الثقافة البدائية: أبحاث في تطوير الميثيولوجيا، الفلسفة، الدين، اللغة، الفن، واللباس». بعد تحليل دارويني اجتماعي لأصول الدين، حاججت هاريسون أن التدين معادي للفكر ودوغمائي، لكنها دافعت عن الضرورة الثقافية للدين والتصوف. في مقالتها بعنوان تأثير الداروينية على دراسة الدين عام 1909 استنتجت هاريسون أن:
«كل عقيدة دينية نتجت حتى الآن قد تكون خاطئة، ولكن من أجل كل هذا قد تكون الروح الدينية أو الصوفية هي الطريقة الوحيدة لإدراك بعض الأشياء التي تحمل أهمية عظيمة. قد يكون محتويات هذا الفهم الصوفي غير قابلة للوصف بالكلمات دون أن تصبح مغلوطة وغير صحيحة، ولهذا يجب أن يُشعر بها وأن تُعاش بدل من أن تخضع للتحليل الثقافي، لكنها بطريقة ما صحيحة وضرورية للحياة».

## أواخر حياتها
صنعت الحرب العالمية الأولى شرخًا كبيرًا في حياة هاريسون. لم تزر هاريسون إيطاليا أو اليونان بعد الحرب، كتبت في أغلب الأوقات مراجعات أو ملخصات لمنشورات سابقة، وأدت ميولها السلمية لعزلتها. عاشت هاريسون، بعد التقاعد عام 1922، لفترة قصيرة في باريس، لكنها عادت إلى لندن عندما بدأت صحتها بالتدهور.

## المحبون
كتبت الناقدة كاميل باغيلا عن تاثير هاريسون على عملها الشخصي، إذ حاججت باغيلا أن مسيرة هاريسون المهنية تُجوهلت من نسويات الموجة الثانية، اللاتي ترى باغيلا أنهن يعارضن اكتشافات هاريسون ويمحين مسيرات مهنية لعالمات بارزات في فترة ما قبل الحرب العالمية الثانية لتعزيز مزاعمهن حول سيطرة الذكور على الوسط الأكاديمي.
حركت مقالات ماري بيارد الكثيرة وكتابها عن حياة هاريسون، بالإضافة لعدة سير عن حياة هاريسون، البوصلة نحو امتنان أكبر لإنجازات هاريسون بالإضافة إلى فهم أبعد للسياق التي كانت تعمل فيه. بقيت هاريسون شخصية مثيرة للجدل، إذ تُقدم عدد من كتب السيرة الذاتية روايات متناقضة حول حياتها وعلاقاتها.